# The Best of Michael Jackson
The Best of Michael Jackson és un recopilatori que la Motown Records publicà el 1975, de cançons que en Michael Jackson va fer en solitari entre el 1971 i el 1975, abastant així, totes les cançons que compongué en Michael per a la Motown, menys la cançó Farawell My Summer Love que sortiria en un altre recopilatori amb el mateix nom el 1984.
S'arribaren a vendre 2,3 milions de còpies del disc a tot el món, 1,3 milions d'elles als Estats Units.

## Llista de cançons de l'àlbum
1. "Got to Be There"
2. "Ain't No Sunshine"
3. "My Girl"
4. "Ben"
5. "Greatest Show on Earth"
6. "I Wanna Be Where You Are"
7. "Happy" (love theme from Lady Sings the Blues)
8. "Rockin' Robin"
9. "Just a Little Bit of You"
10. "One Day in You Life"
11. "Music and Me"
12. "In Our Small Way"
13. "We're Almost There"
14. "Morning Glow"